# 提灯お化け

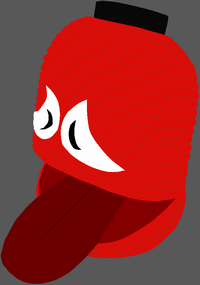
提灯お化け

提灯お化け（ちょうちんおばけ）は、日本の妖怪の一種で、提灯の妖怪。「ちょうちん（提灯）」「化け提灯」「お化け提灯」「提灯小僧」などとも呼ばれる。
江戸時代以後に作られた草双紙やおもちゃ絵、かるた（『お化けかるた』など）に広くその姿が描かれているのが見られるほか、明治・大正時代以後も玩具や子供向けの妖怪関連の書籍、お化け屋敷の演出などに見られる。

## 概要

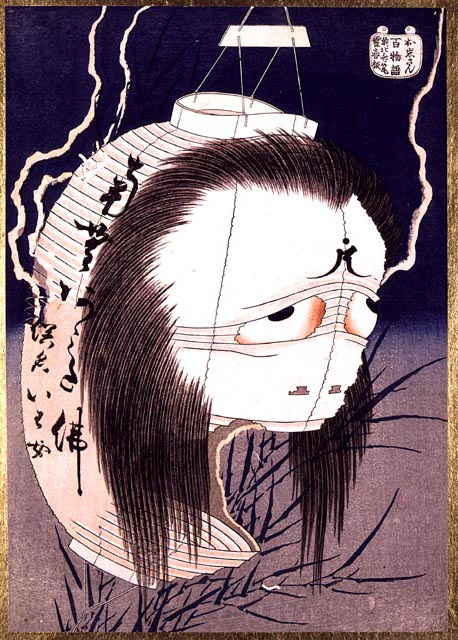
葛飾北斎『百物語』より「お岩さん」

古い提灯が上下に割れ、その割れた部分が口となって長い舌が飛び出し、提灯の上半分には一つ目あるいは二つの目があるのが一般的に考えられている「提灯お化け」の姿である。提灯から顔、手、体、翼が生えていることもある。
江戸時代の絵画には、桶型、小田原提灯型のものも描かれている。鳥山石燕は『百器徒然袋』に不落不落（ぶらぶら）という名称で提灯のかたちの妖怪を描いている。
また、葛飾北斎の『百物語』にある「お岩さん」や歌川国芳の『神谷伊右エ門 於岩のばうこん』など江戸時代後期に制作された浮世絵が知られる。これらは歌舞伎『東海道四谷怪談』（1825年）における、伊右衛門に殺されたお岩の霊が提灯から姿を現わす演出（「提灯抜け」と呼ばれている）や提灯に顔を現わす演出（『累渕扨其後』1813年、中村座など）から発想され描かれたもので、提灯お岩（ちょうちんおいわ）と呼ばれている。
器物の妖怪が多数描かれている絵巻物に『百鬼夜行絵巻』があるが、江戸時代以前のものと見られる古い作品に、提灯が描かれた作品は確認されていない。江戸時代以後には狩野乗信『百鬼夜行之図』などの作例が見られる。

## 口頭伝承
大変有名な妖怪である反面、地域などに即した具体的な伝承はほとんど残されていないとも言われており、妖怪関連の書籍によっては「絵画上でのみ存在する妖怪」として分類されている。子供向けに創作された妖怪とする説もある。妖怪漫画家・水木しげるの著書では、人を驚かしてその魂を吸い取る「提灯お化け」の話が掲載されているが、出典となる一次資料の名は挙げられていない。
伝承上において提灯と称される妖怪は、狐や狸が人間を驚かすために化ける、ありふれた妖怪としての表現として各地でも見る事が出来るほか、提灯火のように器物主体ではなく怪火として伝わっていることも多い。山形県では古びた提灯のある神社に提灯お化けが現れて人を脅かし、提灯を片付けるとお化けは現れなくなったという昔話の例もみられるが、正体が提灯であったパターンの「化物寺」の類例であると言える。